# Greensboro
Greensboro – miasto w Stanach Zjednoczonych, w stanie Karolina Północna.
Miasto liczy 223,9 tys. mieszkańców, a jego oficjalny obszar metropolitalny (złożony z hrabstw Guilford, Randolph i Rockingham, obejmujący między innymi pobliskie miasto High Point) 723,8 tys. mieszkańców (dane z 2010 roku). Konurbacja złożona z miast Greensboro, High Point i oddalonego o 40 km Winston-Salem liczy 1,34 mln mieszkańców (dane z 2004 roku)
Greensboro zostało założone jako stolica hrabstwa Guilford w 1808 roku, w 1829 roku zostało zorganizowane jako miasteczko, w 1870 roku otrzymało prawa miejskie.
W mieście rozwinął się przemysł włókienniczy oraz odzieżowy.

## Religia
Według spisu na 2010 rok największymi grupami religijnymi w aglomeracji były:
- Południowa Konwencja Baptystów: 77.616 członków w 214 zborach
- Zjednoczony Kościół Metodystyczny: 61.673 członków w 190 zborach
- Protestantyzm bezdenominacyjny: 53.811 członków w 210 zborach
- Kościół katolicki: 19.422 członków w 10 kościołach
- Kościół Prezbiteriański USA: 17.831 członków w 41 kościołach
- Kościół Wesleyański (metodyzm): 8330 członków w 51 zborach
- Kościoły Chrystusowe: 6829 członków w 39 zborach
- Kościół Episkopalny: 6370 członków w 15 kościołach
- Kościół Jezusa Chrystusa Świętych w Dniach Ostatnich: 6038 członków w 10 świątyniach
- Kościół Boży w Chrystusie: 5702 członków w 10 zborach
- Narodowa Konwencja Baptystyczna USA: 5587 członków w 10 zborach

## Miasta partnerskie
- Montbéliard, Francja
- Kiszyniów, Mołdawia